# Центр журналістських розслідувань «Сила правди»

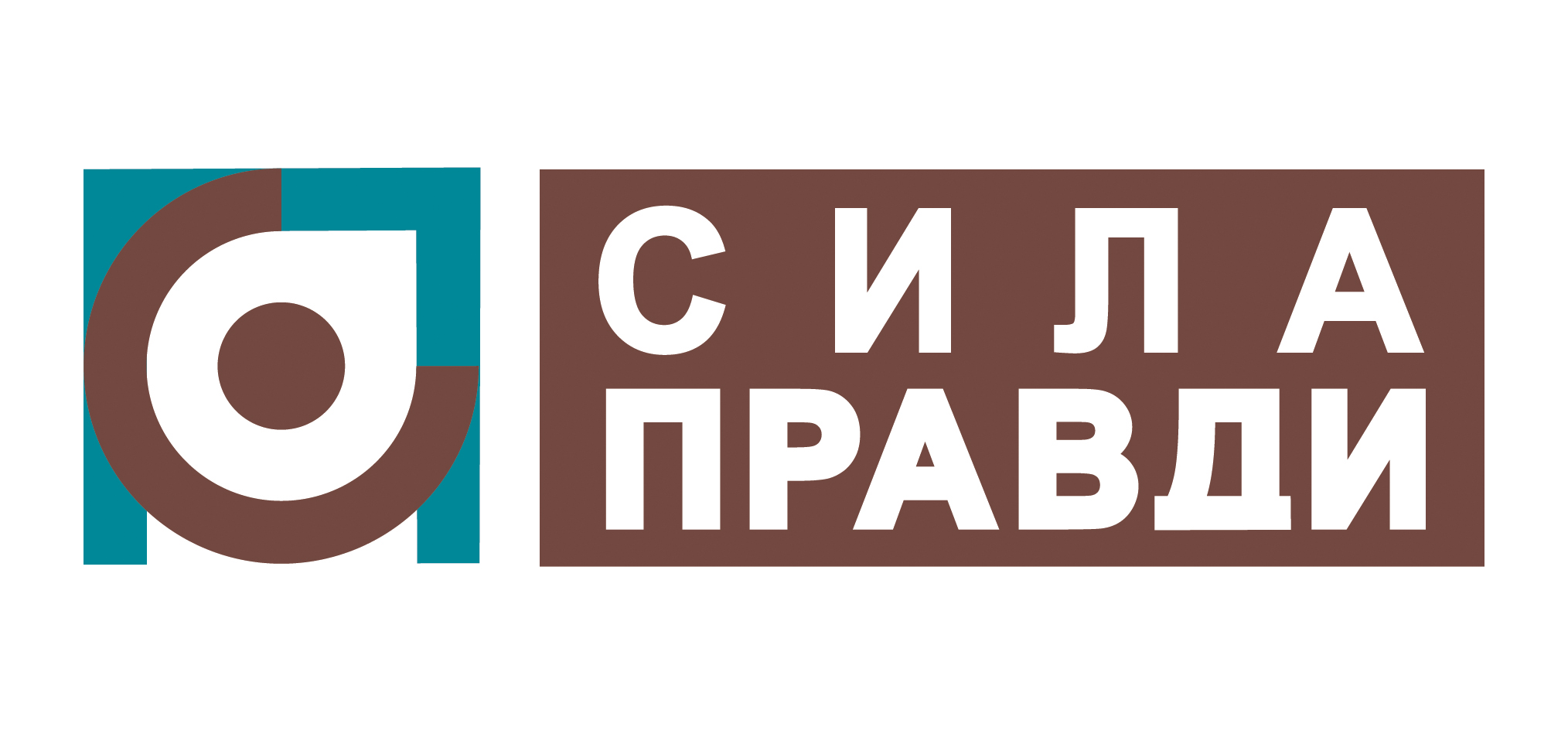
Лого Центру журналістських розслідувань "Сила правди"

Центр журналістських розслідувань «Сила правди» – громадська організація, що об’єднує громадян, які професійно збирають, одержують, створюють та займаються підготовкою матеріалів для засобів масової інформації, інтернет-ресурсів.
Громадська організація «Сила правди» зареєстрована 19.10.2017 року у головному територіальному управлінні юстиції [Архівовано 23 липня 2019 у Wayback Machine.] у Волинській області. 03.04.2019 року організація отримала від Міністерства юстиції України [Архівовано 22 липня 2019 у Wayback Machine.] статус суб’єкта інформаційної діяльності (інформаційного агентства) «Центр журналістських розслідувань «Сила правди». 

## Місія громадської організації
Розвивати громадянське суспільство та правову державу шляхом поширення суспільно-важливої інформації; формувати та розвивати розслідувальну журналістику; підтримувати працівників ЗМІ, які займаються журналістськими розслідуваннями та пишуть на правозахисну тематику; сприяти формуванню професійних журналістів у галузі розслідувань; захищати права і свободи людини; сприяти зміцненню незалежних медіа.

## Напрямки діяльності
1. Журналістська діяльність: підготовка журналістських розслідувань, аналітичних статей та новин, які публікуються на сайті Центру.
2. Оскарження виявлених порушень та зловживань, відстоювання права на доступ до публічної інформації.
3. Викриття і оприлюднення суспільно-важливої інформації на місцевому рівні.

## Проекти організації
1. «Підтримка розслідувальної журналістики у Волинській області», підтриманий Національним фондом підтримки демократії (NED) [Архівовано 1 січня 2020 у Wayback Machine.]. Терміни реалізації: 01.02.2018 – 30.09.2018. Опис проекту: проведення журналістських розслідувань та оскарження виявлених порушень.
2. «Підтримка розслідувальної журналістики у Волинській області» (01.10.2018 – 30.09.2018) підтриманий   Національним фондом підтримки демократії (NED) [Архівовано 1 січня 2020 у Wayback Machine.] – проведення журналістських розслідувань та оскарження виявлених порушень.
3. «Створення бази приватизованої і орендованої комунальної нерухомості Луцька» (01.11.2018 – 28.06.2019), підтриманий Міжнародним фондом «Відродження» [Архівовано 16 серпня 2019 у Wayback Machine.]. Опис проекту: створення онлайн реєстру приватизованої, орендованої та комунальної нерухомості Луцька [Архівовано 15 липня 2019 у Wayback Machine.].
4. Партнерська участь у проекті «Посилення фінансової життєздатності агенцій журналістських розслідувань», що реалізовується ГО «Агенція журналістських розслідувань «Четверта влада» та підтриманий Програмою партнерства у галузі медіа (UMPP) [Архівовано 24 липня 2019 у Wayback Machine.], що фінансується  відділом преси, освіти та культури Посольства США в Україні. . Терміни реалізації: 01.03.2018 - 30.09.2018. Опис проекту: підготовка публікацій, проведення фандрейзингової кампанії в соцмережах.
5. Проект сприяння організаційному розвитку Центрів розслідувальної журналістики, реалізований ГО «Інститут розвитку регіональної преси» за підтримки програми «Матра» Посольства Королівства Нідерландів. Терміни реалізації 07.2017 - 04.2019. Опис проекту: юридична та організаційна допомога центрам журналістських розслідувань.

## Звіти організації
Центр журналістських розслідувань «Сила правди» публікує звіти про роботу, отримані від донорів кошти і благодійні пожертви у рубриці Звіти [Архівовано 15 липня 2019 у Wayback Machine.].

## Контакти
Поштова адреса: пр. Молоді 8/122, м. Луцьк, 43024.
Директор - Валентина Куць.

## Сторінки в соцмережах
Facebook [Архівовано 28 липня 2019 у Wayback Machine.], Twitter [Архівовано 26 липня 2019 у Wayback Machine.], Instagram, Youtube [Архівовано 5 червня 2020 у Wayback Machine.]